# Kim Dong-soo
Kim Dong-soo, noto anche con lo pseudonimo di GARIMTO (1º marzo 1981), è un videogiocatore sudcoreano di StarCraft.
Con l'espansione Brood War di StarCraft, è stato uno dei giocatori di maggior successo con la razza dei Protoss tra il 2000 e il 2001, e l'unico Protoss ad aggiudicarsi due OnGameNet Starleague.

## Biografia
GARIMTO inizia a giocare agli albori delle competizioni, aggiudicandosi il secondo OSL, ai danni di SKELTON per 3-0. Non riesce a ripetersi nei due OSL successivi, dominati da BoxeR, ma riesce a riemergere nel 2001 durante lo SKY OSL, che conquista proprio ai danni dello stesso Boxer per 3-2.
Nel 2002, causa servizio militare, GARIMTO è costretto a ritirarsi; torna solamente per un breve periodo nel 2007, prima di ritirarsi di nuovo.

## Statistiche
|            | Vittorie | Sconfitte | %      |
| ---------- | -------- | --------- | ------ |
| vs Terran  | 45       | 43        | 51,14% |
| vs Zerg    | 61       | 47        | 56,48% |
| vs Protoss | 22       | 14        | 61,11% |
| Totale     | 128      | 104       | 55,17% |

## Risultati
- 2000 Vincitore del Freechal OSL
- 2001 Vincitore dello Sky OSL